# Walckenaeria palmierro
Walckenaeria palmierro là một loài nhện trong họ Linyphiidae.
Loài này thuộc chi Walckenaeria. Walckenaeria palmierro được Jörg Wunderlich miêu tả năm 1987.